# 伊利亚·扎哈罗夫
伊利亚·扎哈罗夫（俄语：Илья Леонидович Захаров，1991年5月2日—），俄罗斯男子跳水运动员。他在2012年伦敦奥运会跳水男子3米彈板比賽赢得了金牌，在男子雙人3米彈板比賽赢得了银牌。他还参加了男子雙人10米高臺比賽。

## 注
1. ↑  London2012.com 英國政府檔案館的存檔，存档日期2013-02-28
2. ↑  .   [2012-08-08]. （原始内容存档于2012-08-15）.